# María Trinidad Sánchez (province)
María Trinidad Sánchez est l'une des 32 provinces de la République dominicaine. Son chef-lieu est Nagua. Elle est limitée à l'ouest par la province d'Espaillat, au sud-ouest par celle de Duarte, à l'est par celle de Samaná et au nord et au nord-est par la baie Écossaise et l'océan Atlantique.